# Hydrocynus brevis
A Hydrocynus brevis a csontos halak (Osteichthyes) főosztályának sugarasúszójú halak (Actinopterygii) osztályába, ezen belül a pontylazacalakúak (Characiformes) rendjébe és az Alestidae családjába tartozó faj.
A korábban önálló fajként számon tartott Hydrocynus somonorum-ot (Daget, 1954), újabban azonosnak tartják a Hydrocynus brevisszel.

## Előfordulása
A Hydrocynus brevis előfordulási területe Szudántól kezdve a Száhil övezeten keresztül - beleértve a Csád-tavat és a Niger folyó vízgyűjtőjét is -, egészen Gambiáig tart.

## Megjelenése

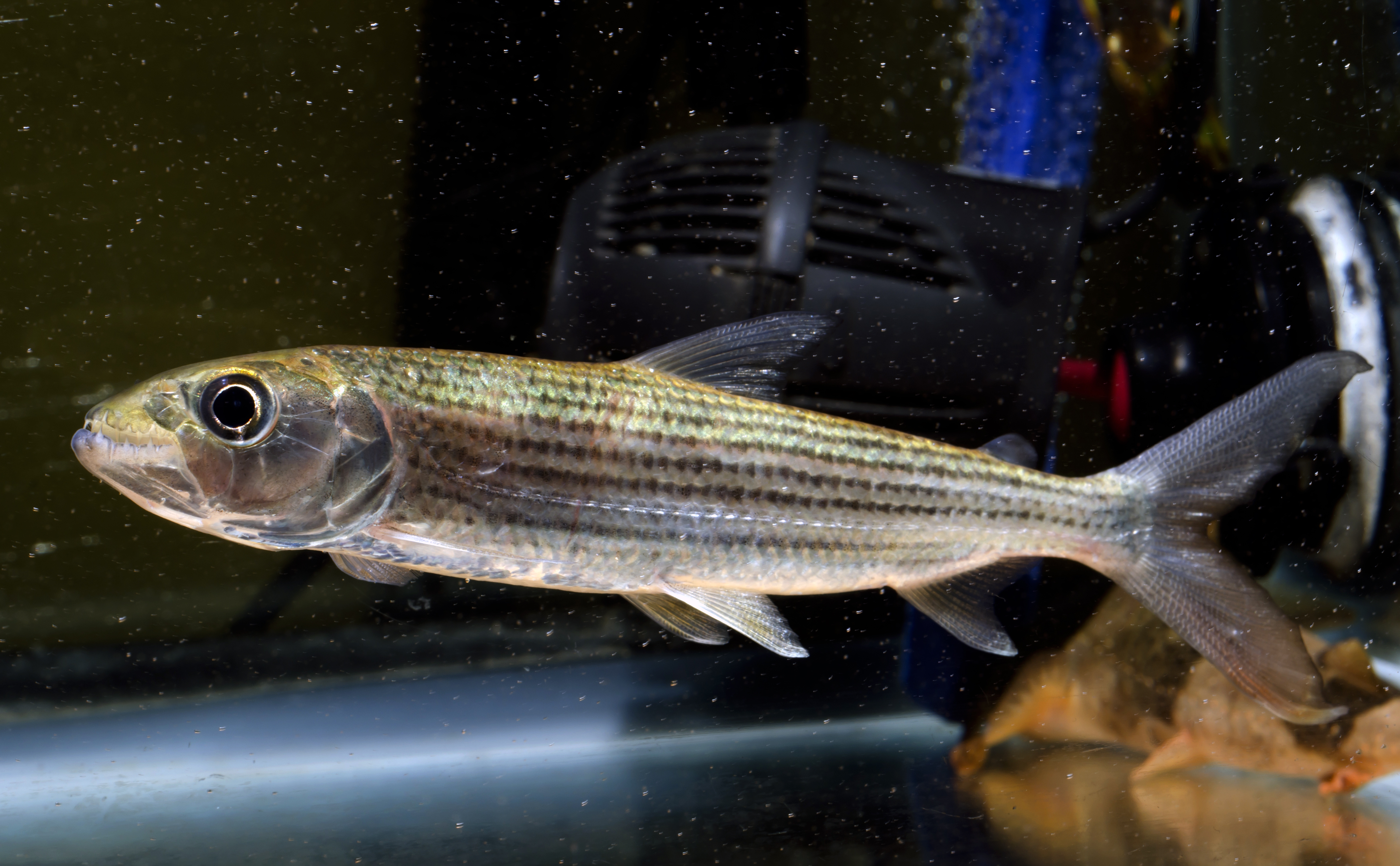
Fogságban tartott fiatal példány

Ez a hal elérheti 86 centiméteres hosszúságot. 54 centiméteresen már felnőttnek számít. A legnehezebb kifogott példány 8,3 kilogrammot nyomott. Az oldalvonal és a pikkelyes mellúszó töve között három pikkelysor húzódik. A kopoltyúfedője csak kevésbé fejlett. A pofája eléggé nagy, hosszúkás. A zsírúszója szürke vagy fekete. A farokúszójának az alsó nyúlványa és a farok alatti úszó elülső része vöröses-narancssárga színűek.

## Életmódja
Trópusi és édesvízi ragadozó hal, amely a nagy folyók nyíltabb részein él. Főleg a mederfenék közelében tartózkodik, ahol fel-le vándorol a táplálékszerzés céljából. Általában más halakkal táplálkozik, de ha alkalma adódik, akkor felfalja a Caridina nembéli garnélarákokat és a rovarokat is.

## Felhasználása
Az elterjedési területén élő emberek ipari mértékben halásszák.